# Магически фенер
Магическият фенер е вид ранен проектор.
Използва изображения, рисувани, печатани или фотографски създадени върху прозрачни плочи (обикновено от стъкло), една или повече лещи и източник на светлина.
Устройството е създадено през XVII век и се използва често за забавление, а през XIX век нараства употребата му и за образователни цели. От края на XIX век по-компактни апарати се произвеждат серийно и като детска играчка.
Магическите фенери са широко разпространени от XVIII век до средата на XX век, когато са изместени от диапроекторите, компактни устройства, предназначени за показване на изображения от 35-милиметрови фотографски диапозитиви.